# Matra Veículos
A Matra Veículos foi uma empresa brasileira fabricante de veículos utilitários, sediada no município de Ibaiti, no Paraná.

## História
A empresa foi fundada em 2001 pelo empresário e fazendeiro paulista Nivaldo Rubens Trama. O nome Matra deriva-se da inversão do sobrenome do fundador.
Considerada a primeira montadora do interior do Paraná, a fábrica de 5 mil metros quadrados com capacidade produtiva de 130 veículos/mês foi instalada no pequeno município de Ibaiti, no chamado Norte Pioneiro, no estado do Paraná,oficialmente inaugurada em 29 de novembro de 2001, com a presença do então governador Jaime Lerner
A ideia do fundador era produzir um veículo utilitário simples, mas robusto, para as atividades do campo, cobrindo a lacuna deixada pelas picapes F-75 da Willys/Ford (com produção encerrada em 1983) e Toyota Bandeirante, cuja produção havia se encerrado em novembro de 2001. Com isso, investiu cerca de 2 milhões de reais na fábrica para a produção e desenvolvimento da Matra Pickup, com previsão de produzir inicialmente 50 unidades por mês, podendo chegar posteriormente a 100 unidades mensais.
Apresentada na Agrishow e lançada no início de 2002, sob o modelo 2.5 TB-IC, tratava-se de um utilitário leve e simples com carroceria inteira de fibra de vidro montado sob chassi da própria empresa e com peças adaptadas de outros modelos. Era equipada com motor turbo-diesel International Maxion 2.5L (que avançava o habitáculo e ficava quase entre os bancos), suspensão por feixes de molas e transmissão manual Eaton, usada na Land Rover Defender, porém montado de forma invertida.  O interior era bastante simples e espartano, com itens necessários para o motorista e passageiros.
Foram produzidos modelos com chassis curto e longo, com versões em cabine simples ou dupla, carroceria de aço ou madeira com capacidade até 1,3 tonelada de carga, nas trações 4x4 e 4x2, destinado ao segmento rural de carga leve. Em 2004 possuía 23 pontos de venda em 8 estados. Havia a intenção de produzir modelos como furgões e van de transporte escolar e chassis para micro-ônibus, além de expandir sua rede de vendas pelo Brasil para a venda dos veículos.
Apesar de todo o investimento e previsão de vender 500 veículos em dois anos, a pick-up foi um fracasso comercial, devido a alta concorrência do seu segmento. Em 3 anos, foram vendidas apenas 116 unidades, sendo parte delas exportadas para países da América Latina. No final de 2004 a produção foi interrompida e em agosto de 2005, foi suspensa definitivamente e a empresa encerrou as atividades. O maquinário foi vendido para um grupo amazonense, transferindo a linha para Manaus.

## Ligações Externas
- MATRA na LEXICAR: https://www.lexicarbrasil.com.br/matra-ii/
- Blog Montadoras Brasileiras: http://www.geocities.ws/montadorasbrasileiras/matra/matra.htm